# FC 파르티잔 민스크
FC 파르티잔 민스크(벨라루스어: ФК Партызан Мінск)는 민스크를 연고로 하던 벨라루스의 축구 클럽이다. 2002년에 창단했으며 2014년 재정난으로 인해 해체되었다.

## 성적
- 벨라루스 프리미어리그 3위 2회 (2005, 2008)
- 벨라루스컵 우승 2회 (2005, 2008)

## 역대 감독
| 감독                  | 임기 |
| --------------------- | ---- |
| 알렉산드르 피스카료프 | 2004 |
| 안드레이 지그만토비치 | 2007 |